# مزارع مبارك أباد (قهاب صرصر)
مزارع مبارك أباد (بالإنجليزية: Mazra Mobarakabad)‏ هي منطقة سكنية تقع في إيران في سمنان.